# Dyavarahalli, Sidlaghatta
Dyavarahalli là một làng thuộc tehsil Sidlaghatta, huyện Kolar, bang Karnataka, Ấn Độ.